# Pacini (restaurant)
Pour les articles homonymes, voir Pacini.
Restaurants Pacini Inc. est une chaîne québécoise de restaurants italiens, qui compte des franchisés au Québec, en Alberta et en Ontario. Son siège social est situé au Quartier DIX30, à Brossard. Depuis sa fondation au début des années 1980, la chaîne est reconnue pour son bar à pain à volonté.

## Histoire
En 1980, le premier restaurant ouvre à Sainte-Foy au nom de La boîte à spaghetti. En 1982 et 1983, deux nouvelles succursales ouvrent à Québec et à Lévis. En 1985, trois autres nouveaux restaurants ouvrent et les six établissements La boîte à spaghetti prennent alors le nom de Pacini, un clin d’œil au célèbre acteur italo-américain Al Pacino. Une acquisition de Pastificio-Québec se fait le 12 décembre 1985, permettant l'expansion de l'entreprise à Montréal avec 14 succursales supplémentaires et environ 400 employés.
En 1986, la chaîne Pacini achète la chaîne Pastificio, dont les 14 restaurants de la région de Montréal sont transformés en Pacini. La même année à Trois-Rivières, un premier franchisé entre dans l’histoire. 
À la fin des années 1980, Pacini se repositionne en tant que franchiseur.
En 2000, Pierre Marc Tremblay, homme d'affaires et restaurateur, achète Pacini.
À son entrée dans le nouveau millénaire, l'Académie culinaire Pacini est créée à Bassano del Grappa, avec une association avec la famille Zonin. Puis, Pierre Marc Tremblay crée un Plan de reconnaissance qui inclut des voyages en Italie, grâce à l'Académie Pacini.
En 2003, Pacini est partenaire de la première édition de Star Académie.
En 2005, Pacini élimine les gras trans artificiels, avec l’aide de l'Institut de cardiologie de Montréal et réduit d'une tonne par année la quantité de sel de ses menus,,,,,,,.
En 2006, association avec Marco Calliari. Lancement de l'épicerie italienne. Création des frites parmigiana.  
En 2010, ouverture du premier restaurant Pacini hors Québec, à Calgary. 
En 2012, un nouveau concept de restaurant ouvre sur le boulevard Lebourgneuf, à Québec.  
En 2014, nomination de la nouvelle présidente de l'organisation Nathalie Lehoux. Ensemble, ils dirigèrent l’expansion de la chaîne et le développement d’un nouveau modèle de partenariat avec les grands hôteliers,. 
En octobre 2019, partenariat avec la Fondation Véro & Louis.
En été 2020, réorganisation financière en raison des impacts de la pandémie. Départ de Nathalie Lehoux et Pierre Marc Tremblay reprend la présidence. Fermeture de 5 restaurants.
En juillet 2020, ouverture du Pacini de Drummondville, annexé à l’hôtel Best Western Universel.
À la fin de 2020, ouverture prévue à Mississauga, en partenariat avec Courtyard by Marriott.
L'aménagement du Pacini de Rosemère a coûté 1,6 million de dollars.

### Articles de presse
(août 2018).
- Articles dans La Presse ou Le Nouvelliste ,
- Articles dans Le Devoir ,
- Articles Radio Canada :

Liste de chaînes de restaurants